# Parapsyche intawitschajanon
Parapsyche intawitschajanon är en nattsländeart som beskrevs av Malicky och Chantaramongkol 1992. Parapsyche intawitschajanon ingår i släktet Parapsyche och familjen ryssjenattsländor. Utöver nominatformen finns också underarten P. i. helvola.